# New York Minute
New York Minute (Muévete, esto es Nueva York en Latinoamérica) es una película de comedia, estrenada el 7 de mayo de 2004, protagonizada por Mary-Kate Olsen, Ashley Olsen y Eugene Levy. En la película, Mary-Kate y Ashley Olsen juegan con personalidades opuestas que tienen una serie de aventuras en la ciudad de Nueva York. New York Minute reunió a Mary-Kate y Ashley con su coprotagonista de Full House, Bob Saget. Fue el primer estreno cinematográfico de las gemelas Olsen desde It Takes Two de 1995. Es la última película que presenta a ambas Olsens hasta la fecha, y también fue la última película lanzada por Dualstar Entertainment antes de entrar en estado de latencia.

## Argumento
Todo empieza cuando la gran estudiante Jane Ryan (Ashley Olsen) viaja a Manhattan para participar en un concurso de becas de estudios. Su hermana rebelde Roxy Ryan (Mary-Kate Olsen) (bastante parecida a Avril Lavigne en cuanto físico y personalidad) también va a la ciudad para asistir a la grabación de un vídeo musical de la banda Simple Plan. Pero, cualquier cosa puede ocurrir, montando un gran lío que involucra al vigilante de novillos escolares (Eugene Levy), a un contrabandista (Andy Richter), a unos atractivos jovencitos (Jared Padalecki y Riley Smith) y termina con el gran descubrimiento de las gemelas: a la hora de la verdad, una hermana puede ser tu mejor amiga.

## Reparto
- Mary-Kate Olsen como Roxanne "Roxy" Ryan.
- Ashley Olsen como Jane Ryan.
- Jared Padalecki como Trey Lipton.
- Riley Smith como James "Jim", el mensajero en bicicleta.
- Eugene Levy como Maximillion "Max" Lomax.
- Andy Richter como Benjamin "Bennie" Bang.
- Drew Pinsky como Dr. Ryan
- Darrell Hammond como Hudson McGill.
- Andrea Martin como la senadora Anne Lipton.
- Alannah Ong como Ma Bang.
- Mary Bond Davis como Big Shirl.
- Bob Saget como él mismo.
- Jack Osbourne como Justin.
- Joey Klein como ausente en la piscina.
- Neil Crone como Oficial Strauss.
- Garen Boyajian como Manju.
- Jonathan Wilson como conductor de tren.
- Boyd Banks como Ticket Window Guy # 1.
- Silver Kim como chico asiático con chip.
- Frank Welker como efectos vocales de Reinaldo.
- Simple Plan como ellos mismos.
- Vaquero desnudo como él mismo (sin acreditar).
- Thomas Gleadow como él mismo (sin acreditar).